# Działania strategiczne
Działania strategiczne – wszelkie działania i zachowania się całości sił zbrojnych, zgrupowań strategicznych, a niekiedy i operacyjnych w toku wojny.

## Charakterystyka
Działania strategiczne polegają na określaniu i osiąganiu ogólnych długofalowych celów (strategicznych) państw lub koalicji. Zwykle są one odzwierciedlone w koncepcji strategicznej, która określa cele, zadania oraz sposoby wykorzystania środków politycznych, ekonomicznych, wojskowych i innych.
Wyróżnia się cele strategiczne narodowe i koalicyjne. Cele koalicji odzwierciedlają globalne i dalekosiężne cele państw, uzgodnione i zaakceptowane przez państwa członkowskie.
W odniesieniu do sił zbrojnych, działania strategiczne dotyczą określania i osiągania strategicznych celów wojskowych.
Działania strategiczne (w sensie wojskowym) są domeną dowództwa strategicznego i przedmiotem dowodzenia strategicznego. Jest ono realizowane przez najwyższe kierownictwo sił zbrojnych, w wymiarze narodowym lub koalicyjnym.
Dowodzenie strategiczne polega na przekształcaniu dyrektyw kierownictwa politycznego dla sił zbrojnych, w dyrektywy strategiczne, określające cele kampanii lub operacji, siły do ich wykonania oraz precyzujące uprawnienia ograniczenia najwyższego dowódcy.

 Działania strategiczne prowadzą wyższe związki operacyjne z udziałem wszystkich rodzajów sił zbrojnych.
Przedmiotem zainteresowania strategii jest zapobieganie wojnie, a także przygotowanie do niej i jej prowadzenie.

## Podział działań strategicznych
Na działania strategiczne składają się: 
- operacja (kampania) strategiczna
- przegrupowanie strategiczne
- pogotowie strategiczne